# Пожар

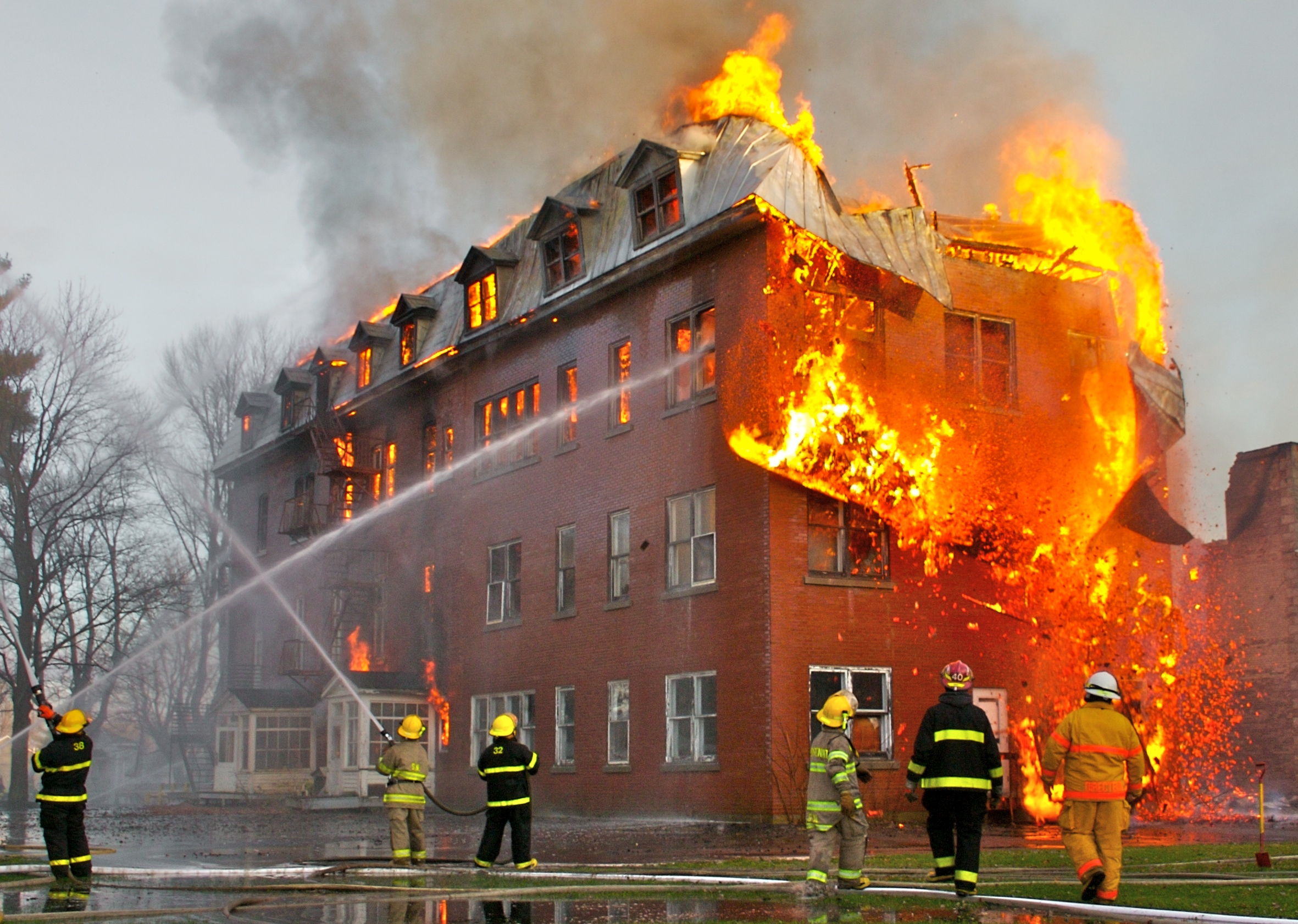
Борьба с пожаром

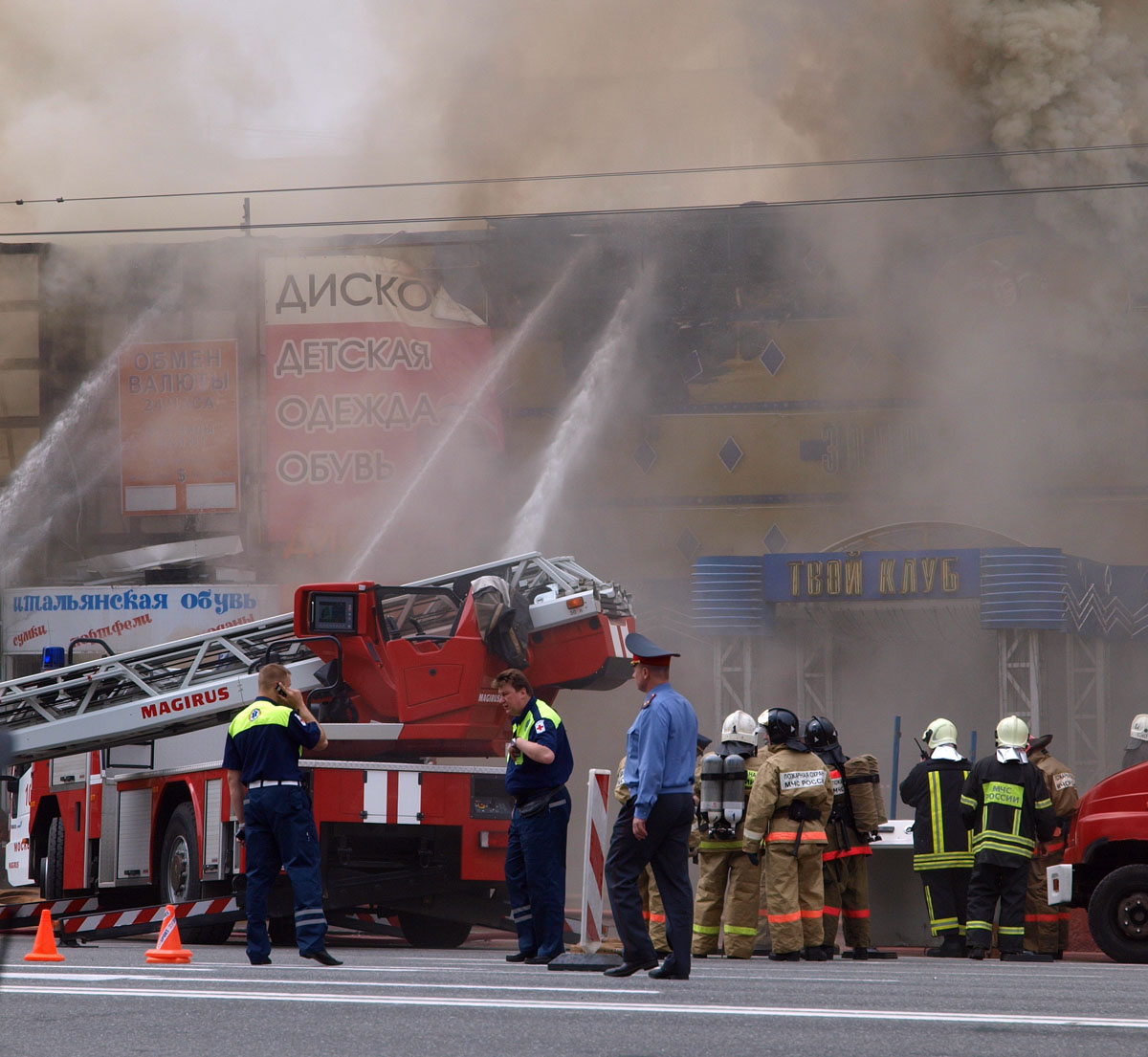
Пожар на Смоленской площади в Москве 11 мая 2009 года

Пожа́р — сильное пламя, которое охватывает и уничтожает всё, что может гореть. Понятие пожар взаимно определяется с понятием отсутствие пожара при оценке ситуации. Кроме позитивной оценки (отсутствие пожара) и негативной (пожар), возможна безразличная оценка не определяющая ни пожар, ни его отсутствие. Отнесение горения к пожару может зависеть от соотношения личных и общественных интересов. Незначительный ущерб с точки зрения общественных позиций для отдельной личности может быть катастрофическим.
Наука о пожарах и борьбе с ними — пирология.

## Причины возникновения пожаров
Причины возникновения пожаров:
- несоблюдение правил эксплуатации производственного оборудования и электрических устройств, либо по причине их неисправности;
- Использование самодельных электронагревательных приборов;
- Короткое замыкание;
- неосторожное обращение с огнём и детская шалость;
- курение в постели;
- самовозгорание веществ и материалов, в том числе из-за нарушения условий их хранения;
- грозовые разряды;
- боевые действия;
- нарушение техники безопасности при выполнении сварочных работ, либо неисправность сварочного оборудования;
- нарушение техники безопасности при работе с газовой аппаратурой, либо неисправность газовой аппаратуры;
- солнечный луч, действующий через различные оптические системы;
- выделение водорода при зарядке некоторых типов аккумуляторов;
- умышленный поджог.

## Виды пожаров по месту возникновения
- пожары на транспортных средствах;
- степные и полевые пожары;
- подземные пожары в шахтах и рудниках;
- торфяные и лесные пожары;
  - лесной огненный смерч;
- техногенные пожары (в резервуарах и резервуарных парках, АЭС, электростанциях и т. п.);
- пожары в зданиях и сооружениях:
  - наружные (открытые), в них хорошо просматриваются пламя и дым;
  - внутренние (закрытые), характеризующиеся скрытыми путями распространения пламени.
  - домашние пожары

## Зоны пространства, охваченного пожаром

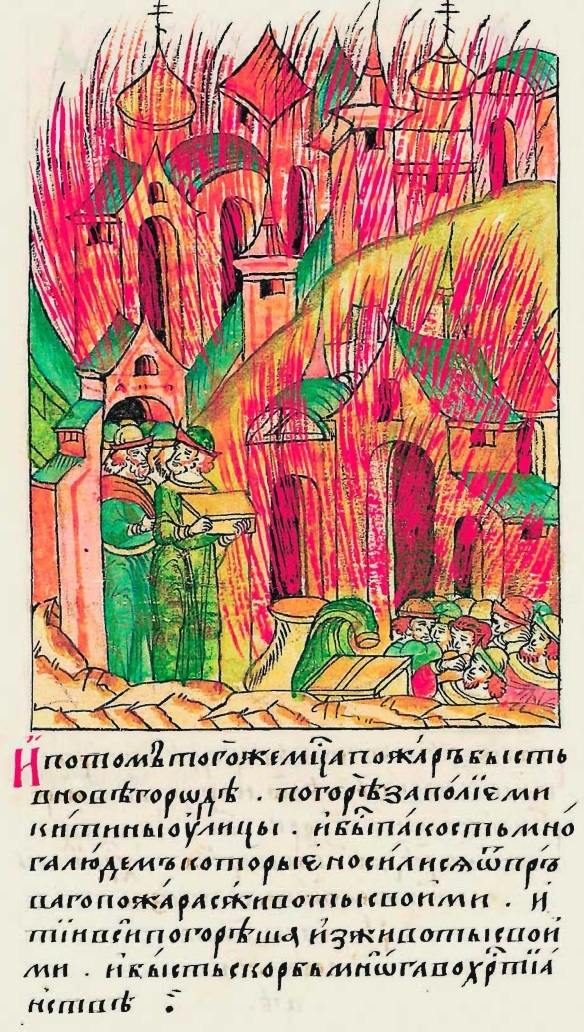
Лицевой летописный свод: «И в том же месяце был пожар в Новгороде, сгорело заполье Микитиной улицы, и постигло несчастье многих людей: те, которые спаслись от первого пожара со своим имуществом, сейчас все погорели со своим имуществом: и большая скорбь охватила христианство»

- зона активного горения (очаг пожара);
- зона теплового воздействия;
- зона задымления.

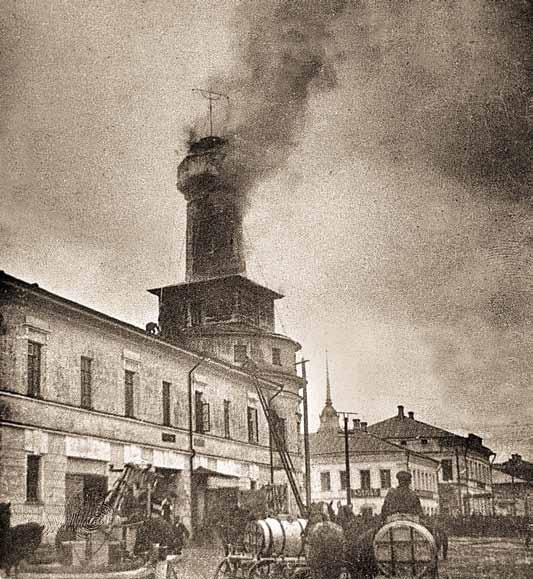
Пожар на пожарной каланче, г. Рыбинск, 1911 г.

Внешними признаками зоны активного горения является наличие пламени, а также тлеющих или раскалённых материалов. Основной характеристикой разрушительного действия пожара является температура, развивающаяся при горении. Для жилых домов и общественных зданий температуры внутри помещения достигают 800—900 °C. Как правило, наиболее высокие температуры возникают при наружных пожарах и в среднем составляют для горючих газов 1200—1350 °C, для жидкостей 1100—1300 °C, для твёрдых веществ 1000—1250 °C. При горении термита, электрона, магния максимальная температура достигает 2000—3000 °C.
Пространство вокруг зоны горения, в котором температура в результате теплообмена достигает значений, вызывающих разрушающее воздействие на окружающие предметы и опасных для человека, называют зоной теплового воздействия. Принято считать, что в зону теплового воздействия, окружающую зону горения, входит территория, на которой температура смеси воздуха и газообразных продуктов сгорания не меньше 60—80 °C. Во время пожара происходят значительные перемещения воздуха и продуктов сгорания. Нагретые газообразные продукты сгорания устремляются вверх, вызывая приток более плотного холодного воздуха к зоне горения. При пожарах внутри зданий интенсивность газового обмена зависит от размеров и расположения проёмов в стенах и перекрытиях, высоты помещений, а также от количества и свойств горящих материалов. Направление движения нагретых продуктов обычно определяет и вероятные пути распространения пожара, так как мощные восходящие тепловые потоки могут переносить искры, горящие угли и головни на значительное расстояние, создавая новые очаги горения. Выделяющиеся при пожаре продукты сгорания (дым) образуют зону задымления. В состав дыма обычно входят азот, кислород, оксид углерода, углекислый газ, пары воды, а также пепел и др. вещества. Многие продукты полного и неполного сгорания, входящие в состав дыма, обладают повышенной токсичностью, особенно токсичны продукты, образующиеся при горении полимеров. В некоторых случаях продукты неполного сгорания, например, оксид углерода, могут образовывать с кислородом горючие и взрывоопасные смеси.
Как правило, люди при пожаре гибнут именно от дыма (продуктов горения), а не собственно от огня.

## Классификация пожаров и опасных факторов пожара

### Классификация пожаров по рангу
Номер (ранг) пожара — условный признак сложности пожара, определяющий в расписании выезда необходимый состав сил и средств гарнизона, привлекаемых к тушению пожара.
В зависимости от сложности пожара определяется количество задействованной техники и личного состава. Так, например, в России в крупных гарнизонах пожарной охраны (таких, как московский) выделяют 5 рангов пожара:
- Вызов № 1 Поступило сообщение о задымлении или пожаре. На место вызова выехало 2 отделения на двух основных пожарных автомобилях (автоцистернах). Обнаружен пожар. Приступили к тушению.
- Вызов № 1-БИС Подтверждено сообщение о пожаре. При нехватке сил и средств дополнительно запрашиваются в помощь ещё 2 отделений из соседних районов. Всего на месте пожара работают 4 отделения.
- Вызов № 2 Подтверждено сообщение о пожаре. При большой площади горения, нехватке сил и средств, отсутствии водоисточников и других проблемах, запрашиваются дополнительно ещё 4 отделения из соседних районов. Всего на месте пожара работают 8 отделений.
- Вызов № 3 Подтверждено сообщение о пожаре, сложная обстановка, запрошены дополнительные силы. Всего на месте пожара работают 12 отделений на основных пожарных автомобилях (автоцистернах).
- Вызов № 4 Подтверждено сообщение о пожаре, сложная обстановка, запрошены дополнительные силы. На месте пожара работают 16 отделений.
- Вызов № 5 Подтверждено сообщение о пожаре, сложная обстановка, запрошены дополнительные силы. На месте пожара работают 20 отделений.

В гарнизонах пожарной охраны с меньшим количеством сил и средств может быть от трех до пяти номеров вызова.

### Классификация пожаров по типу
- Индустриальные (пожары на заводах, фабриках и хранилищах).
- Бытовые пожары (пожары в жилых домах и на объектах культурно-бытового назначения).
- Природные пожары (лесные, степные, торфяные и ландшафтные пожары).

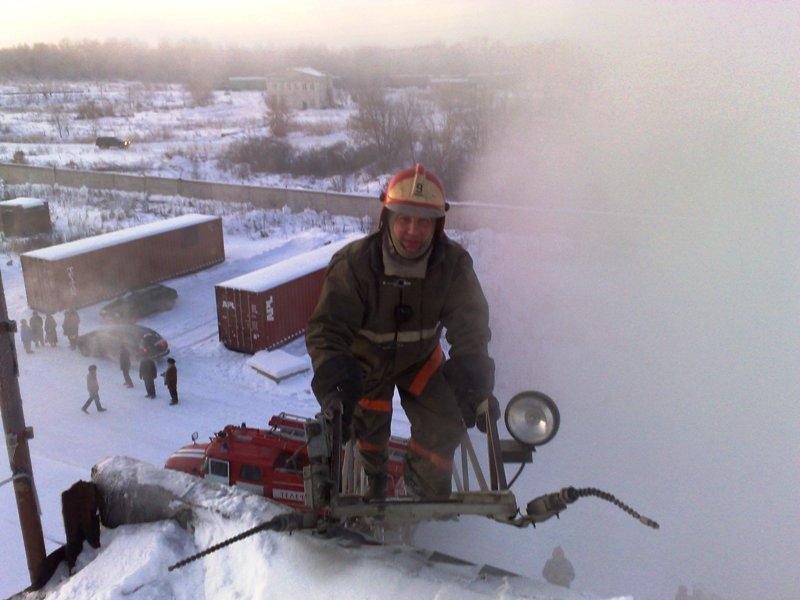
Тушение склада с автолестницы

### Классификация пожаров по плотности застройки
- Отдельные пожары. (Городские пожары) — горение в отдельно взятом здании при невысокой плотности застройки. (Плотность застройки — процентное соотношение застроенных площадей к общей площади населённого пункта. Безопасной считается плотность застройки до 20 %.)
- Сплошные пожары — вид городского пожара, охватывающий значительную территорию при плотности застройки более 20—30 %.
- Огненный шторм— редкое, но грозное последствие пожара при плотности застройки более 30 %.
- Тление в завалах.

### Классификация в зависимости от вида горящих веществ и материалов

А — дерево, B — бензин, C — газ.

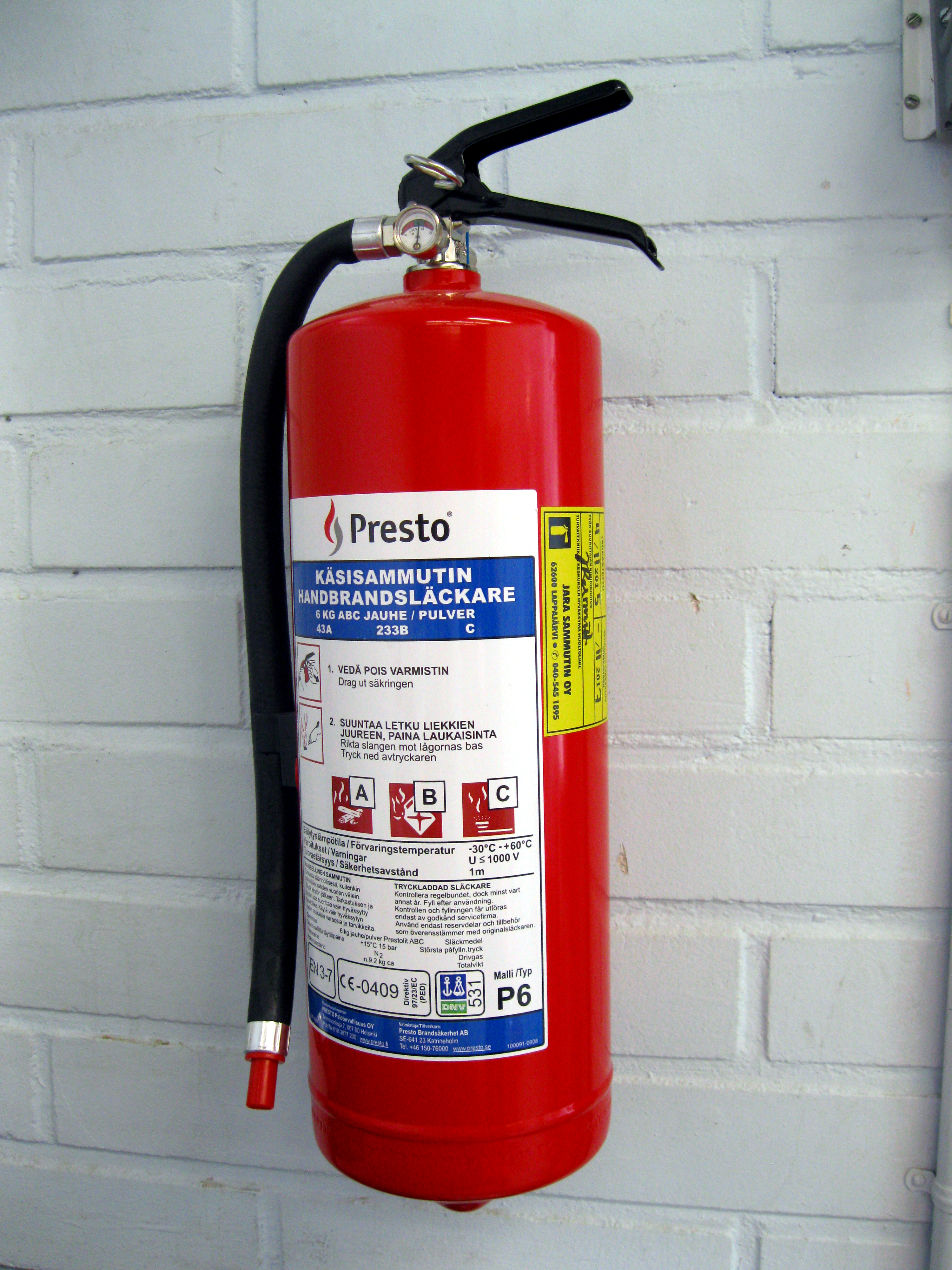
А — дерево, B — бензин, C — газ.

Классификация по виду материалов, вовлечённых в пожар, важна для правильного выбора средств тушения, в первую очередь, ручных огнетушителей.

#### В Российской Федерации
В Российской Федерации с 1 мая 2009 года основная классификация установлена «Техническим регламентом о требованиях пожарной безопасности». Статья 8 Регламента определяет классы пожаров:
- класс А — пожары твердых горючих веществ и материалов.
- класс B — пожары горючих жидкостей или плавящихся твердых веществ и материалов.
- класс C — пожары газов.
- класс D — пожары металлов.
- класс E — пожары горючих веществ и материалов электроустановок, находящихся под напряжением.
- класс F — пожары ядерных материалов, радиоактивных отходов и радиоактивных веществ.

Кроме Технического регламента, в Российской Федерации в части, ему не противоречащей, действует государственный стандарт ГОСТ 27331, в котором определены классы A, B, C и D с формулировками, близкими Техническому регламенту, и дополнительно определены подклассы:
- класс А — горение твёрдых веществ.
  - А1 — горение твёрдых веществ, сопровождаемое тлением (например, дерева, бумаги, соломы, угля, текстильных изделий).
  - А2 — горение твёрдых веществ, не сопровождаемое тлением (например, пластмассы).
- класс B — горение жидких веществ.
  - B1 — горение жидких веществ, нерастворимых в воде (например, бензина, эфира, нефтяного топлива), а также сжижаемых твёрдых веществ (например, парафина).
  - B2 — Горение жидких веществ, растворимых в воде (например, спиртов, метанола, глицерина).
- класс C — горение газообразных веществ (например, бытовой газ, водород, пропан).
- класс D — горение металлов.
  - D1 — горение лёгких металлов, за исключением щелочных (например, алюминия, магния и их сплавов).
  - D2 — горение щелочных и других подобных металлов (например, натрия, калия).
  - D3 — горение металлосодержащих соединений (например, металлоорганических соединений, гидридов металлов).

#### КлассификацияМеждународной организации по стандартизации
Международная организация по стандартизации (ISO) в 1977 году приняла стандарт ISO 3941:1977 Пожары. Классификация. С этим стандартом был гармонизирован ГОСТ 27331-87. В 2007 году международный стандарт был пересмотрен, в действующую редакцию 3941:2007 добавлен класс F — пожары с вовлечением горючих материалов, таких, как растительные и животные масла и жиры в оборудовании для приготовления пищи.

#### В Соединённых Штатах Америки
В США в качестве официальной признана классификация, установленная документом Национальной ассоциации противопожарной защиты NFPA 10 «Стандарты для портативных огнетушителей».
- класс А — пожары с вовлечением обычных сгораемых материалов, таких, как древесина, одежда, бумага, резина и большинство пластмасс.
- класс B — пожары с вовлечением легковоспламеняющихся жидкостей, горючих жидкостей, нефтяных смазок, смол, масел, масляных красок, растворителей, лаков, спиртов и горючих газов.
- класс C — пожары с вовлечением действующего электрического оборудования.
- класс D — пожары с вовлечением горючих металлов, таких, как магний, титан, цирконий, натрий, литий и калий.
- класс K — пожары оборудования для приготовления пищи с вовлечением горючих материалов, таких, как растительные и животные масла и жиры.

## Условия протекания и стадии пожара
Для того, чтобы произошло возгорание, необходимо наличие трёх условий:
- Горючие вещества и материалы
- Источник зажигания — открытый огонь, химическая реакция, электрический ток.
- Наличие окислителя, например, кислорода воздуха.

Для того чтобы произошёл пожар, необходимо выполнение ещё одного условия: наличие путей распространения пожара — горючих веществ, которые способствуют распространению огня.
Сущность горения заключается в следующем — нагревание источников зажигания горючего материала до начала его теплового разложения. В процессе теплового разложения образуется угарный газ, вода и большое количество тепла. Выделяется также углекислый газ и сажа, которая оседает на окружающем рельефе местности. Время от начала зажигания горючего материала до его воспламенения называется временем воспламенения.
Максимальное время воспламенения может составлять несколько месяцев.
С момента воспламенения начинается пожар.
В зависимости от величины пожарной нагрузки, её размещения по площади и параметров помещения определяется вид пожара:
- локальный;
- объемный, регулируемый пожарной нагрузкой;
- объемный, регулируемый вентиляцией[8].

### Стадии пожара в помещениях

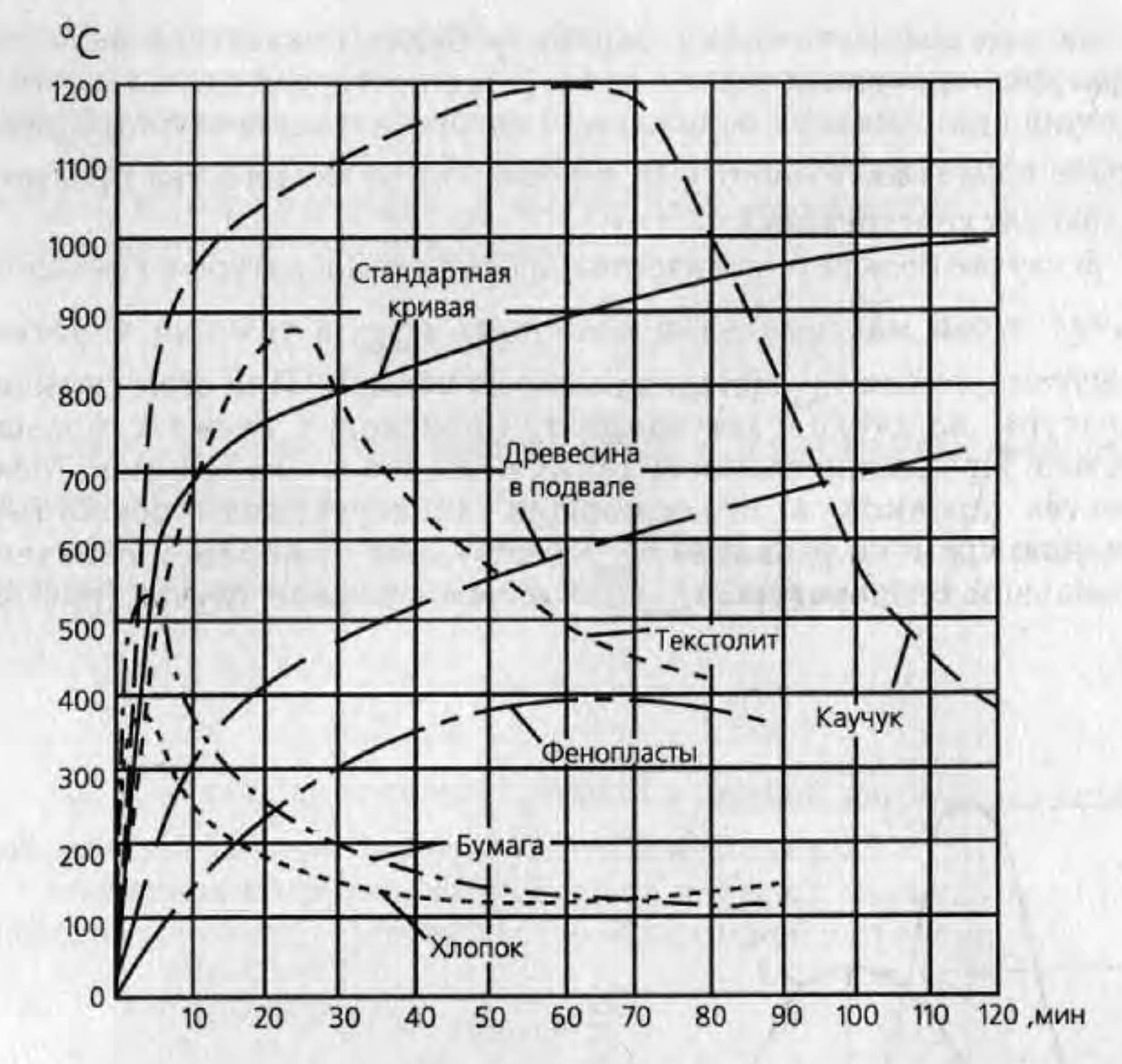
Кривые изменения среднеобъемной температуры при пожаре в зависимости от вида пожарной нагрузки.

- Первые 10—20 минут пожар распространяется линейно вдоль горючего материала. В это время помещение заполняется дымом, и рассмотреть пламя невозможно. Температура воздуха в помещении постепенно поднимается до 250—300 градусов. Это температура воспламенения всех горючих материалов.
- Через 20 минут начинается объемное распространение пожара.
- Спустя ещё 10 минут наступает разрушение остекления. Увеличивается приток свежего воздуха, резко увеличивается развитие пожара. Температура достигает 900 градусов.
- Фаза выгорания. В течение 10 минут максимальная скорость пожара.
- После того как выгорают основные вещества, происходит фаза стабилизации пожара (от 20 минут до 5 часов). Если огонь не может перекинуться на другие помещения, пожар идёт на улицу. В это время происходит обрушение выгоревших конструкций.

## Предотвращение и борьба с пожарами

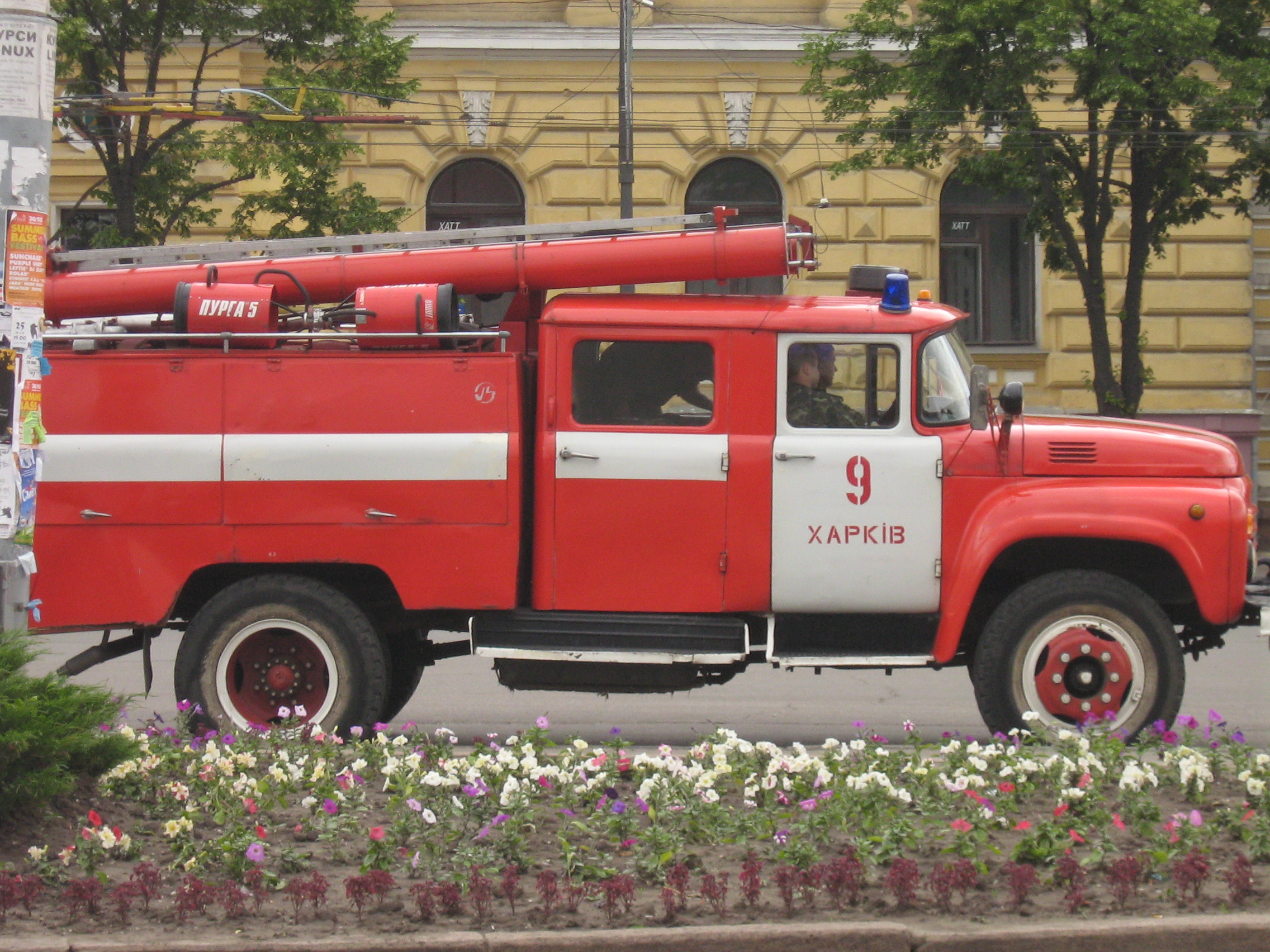
Пожарный автомобиль

Методы противодействия пожару делятся на уменьшающие вероятность возникновения пожара (профилактические) и непосредственно защиту и спасение людей от огня (тактические). Для оперативного реагирования на пожар применяют пожарные оповещатели различных типов.
Ликвидация пожара заключается в его тушении и окарауливании. Тушение состоит из двух частей — локализации пожара, то есть прекращения распространения огня и дотушивания, то есть ликвидация очага пожара. Окарауливание — непрерывный или периодический осмотр пройденной пожаром площади.
Наиболее доступными средствами тушения загораний и пожаров являются вода, песок, ручные огнетушители, асбестовые и брезентовые покрывала, а также ветки деревьев и одежда. При охвате пожаром значительных городских площадей (например, в результате боевых действий), локализация и ликвидация пожаров осложняются, как правило, недостатком воды, завалами улиц, большим числом возгораний. В таких условиях необходимо сначала локализовать пожары на наиболее ответственных участках работ.
Основные требования предотвращения пожара на территории Российской Федерации определяются нормативными документами, см. противопожарная безопасность.
С 2009 года в России граждане, лишившиеся жилья при пожаре, смогут получить новую жилплощадь вне очереди.

## Последствия
- В 2007 году в Греции от пожаров погибли 84 человека.
- По статистике МЧС в 2008 году в России в результате 200 тысяч пожаров погибли 15 тысяч человек[11]. В 2009 году в России произошло 187 150 пожаров, в которых погибло 13 934 человека, пострадало — 13 155. Более 70 % пожаров происходит в жилом секторе, ежегодно лишаются жилья 138 тыс. россиян. В 2010 году в России в результате 32 тыс. лесных пожаров пострадало 2,3 млн га земель, 62 человека погибли, а сотни людей остались без крова[12].
- В США в 2009 году при пожарах погибло 4 тысяч человек[13].
- В Австралии в 2019 году из-за природных пожаров погибли 173 человека и были разрушены целые города.

## В культуре

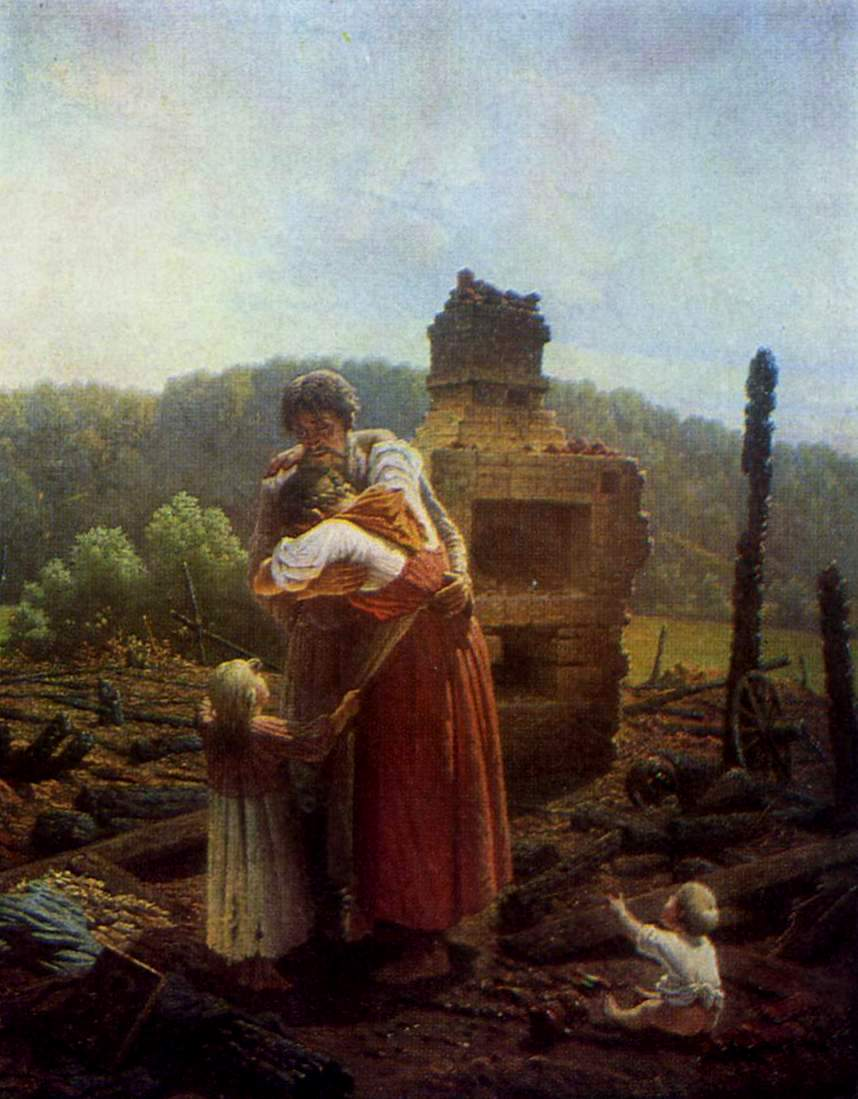
Протопопов А. Ф. Погорельцы. (1883)

### В литературе (произведения о пожарах и пожарных)
- Санин В. М. Большой пожар. Роман 1986. — 320 с.

### В кино (фильмы и сериалы о пожарах и пожарных)
- 1916 — Пожарный
- 1974 — Вздымающийся ад
- 1981 — 34-й скорый
- 1983 — Тревожное воскресенье
- 1987 — Пожарный Сэм (мультсериал)
- 1991 — Обратная тяга
- 2004 — Команда 49: Огненная лестница
- 2006 — Башни-Близнецы
- 2006 — Пожарный пёс
- 2007 — Чак и Ларри: Пожарная свадьба
- 2008 — Огнеупорный
- 2012 — Чикаго в огне (сериал)
- 2014 — Когда гаснет свет
- 2014 — Самолёты: Огонь и вода (мультфильм)
- 2016 — Глубоководный горизонт
- 2017 — Дело храбрых
- 2018 — Небоскрёб
- 2020 — Огонь

## Крупные пожары
| Место                                                 | Дата                                | Описание                                                                                     | Масштаб |
| ----------------------------------------------------- | ----------------------------------- | -------------------------------------------------------------------------------------------- | --- |
| Наиболее известные пожары до XIX века                 |                                     |                                                                                              | |
| Троя, Древняя Греция, территория современной Турции   | ок. 1300 до н. э.                   | Захватчики подожгли город.                                                                   | Троя выгорела полностью. |
| Микены, Древняя Греция, территория современной Греции | 1200 до н. э.                       |                                                                                              | Пожар практически полностью уничтожил Микены; впоследствии город был отстроен, но пришёл в упадок. |
| Эфес, Древняя Греция, территория современной Турции   | 21 июля 356 до н. э.                | Герострат сжёг храм Артемиды Эфесской, одно из семи чудес света.                             | |
| Рим                                                   | 64                                  | Великий пожар Рима                                                                           | Пожар стал поводом для гонения на христиан, обвинённых в поджоге. |
| Александрия                                           | 391                                 | Поджог Александрийской библиотеки                                                            | |
| Константинополь                                       | 476                                 |                                                                                              | В огне погибли 120 тыс. ценнейших книг императорской библиотеки. |
| Лондон                                                | 1212                                |                                                                                              | Около трети города превратилось в руины. Погибло до 3000 человек. |
| Бреслау                                               | 1360                                |                                                                                              | После пожара произошло изгнание из города евреев. |
| Москва                                                | 1365                                | Всехсвятский пожар, начавшийся в церкви на Чертолье                                          | Город полностью выгорел. К 1367 году был возведён каменный Кремль. |
| Берлин                                                | 1380                                |                                                                                              | Сгорела городская ратуша и почти все церкви. |
| Москва                                                | 1547                                | Московские пожары 1547 года                                                                  | В результате нескольких пожаров, бушевавших в Москве с середины апреля по конец июня, огнём была уничтожена 1/3 построек. Погибло более 1 700 человек. |
| Москва                                                | 3 июня 1571                         | Москва была сожжена во время нашествия Девлет-гирея                                          | Город полностью выгорел; предполагается, что во время пожара погибла библиотека Ивана Грозного. |
| Москва                                                | 19-20 марта 1611                    | Город был подожжён польскими захватчиками                                                    | Огонь уничтожил две трети города. |
| Лондон                                                | 29 июня 1613                        | Пожар в театре Глобус из-за осечки театральной пушки                                         | Глобус первой постройки сгорел; пострадавших не было. |
| Лондон                                                | 2-5 сентября 1666                   | Великий лондонский пожар                                                                     | 13000 домов и 87 церквей разрушены. |
| Копенгаген                                            | 20-23 октября 1728                  | Копенгагенский пожар (1728)                                                                  | |
| Санкт-Петербург                                       | 1736 и 1737                         | Пожары 1736-1737 годов                                                                       | |
| Москва                                                | 29 мая (9 июня) 1737                | Троицкий пожар                                                                               | |
| Вильнюс                                               | 6 мая 1748                          |                                                                                              | Пожар уничтожил большую часть города. |
| Лиссабон                                              | 1 ноября 1755                       | Пожар начался после землетрясения и цунами                                                   | Число погибших непосредственно от пожара неизвестно. |
| Тверь                                                 | 12 мая 1763                         | Большой пожар Твери                                                                          | Из 900 дворов сгорело 852. Число погибших неизвестно. |
| Нью-Йорк                                              | 27 августа 1776                     | В результате Бруклинской битвы (англ. Battle of Long Island) начался пожар                   | Сгорел практически весь город. |
| Крупнейшие пожары XIX века                            |                                     |                                                                                              | |
| Киев, Российская империя                              | 9 — 11 июля 1811                    | Подольский пожар 1811 года                                                                   | Уничтожено свыше 2 тысяч домов, 12 церквей, 3 монастыря. |
| Москва, Российская империя                            | 1812                                | Московский пожар (1812) после взятия города Наполеоном                                       | |
| Турку, Финляндия                                      | 4-5 сентября 1827                   | Пожар Турку                                                                                  | Погибло 27 человек, пострадало около 200. Огонь уничтожил более 3/4 города, включая архив единственного университета Финляндии того периода — Королевской академии Або. |
| Санкт-Петербург, Российская империя                   | 17 декабря 1837                     | Пожар в Зимнем дворце                                                                        | Полностью выгорели второй и третий этажи Зимнего дворца, в том числе интерьеры Ф. Б. Растрелли, Кваренги, Монферрана, Росси. |
| Гамбург, Германия                                     | 5-8 мая 1842                        | Великий гамбургский пожар                                                                    | Сгорели 71 улица и площадь, 120 пассажей и дворов, 1992 дома, церкви св. Петра и св. Николая, часовня св. Гертруды, синагога, банк, ратуша и большая часть роскошных гостиниц. Погибло 44 человека. |
| Санкт-Петербург, Российская империя                   | 15—16 1862                          | Петербургские пожары 1862 года                                                               | Серия крупных пожаров. |
| Нью-Йорк, США                                         | 19 июля 1845                        | Великий Нью-Йоркский пожар                                                                   | Сгорели 345 строений в Нижнем Манхэттене, погибли 4 пожарных и 26 жителей города. |
| Киото, Япония                                         | 20 августа 1864                     | Пожар, спровоцированный вооружённым столкновением                                            | Сгорело более 28 тысяч зданий. |
| Чикаго, США                                           | 8-10 октября 1871                   | Великий чикагский пожар                                                                      | От 200 до 300 погибших, разрушено 17000 зданий. |
| Крупнейшие пожары XX века                             |                                     |                                                                                              | |
| Париж, Франция                                        | 10 августа 1903                     | Пожар на станции Курон Парижского метрополитена                                              | Погибло 84 человека, в основном от задымления. В дальнейшем метрополитен отказался от применения дерева и стал использовать вагоны иной конструкции. |
| Чикаго, США                                           | 30 декабря 1903                     | Пожар в театре «Ирокез»                                                                      | В результате пожара, давки и грубых нарушений правил пожарной безопасности погибло более 600 человек, около 250 получили ранения. |
| Торонто, США                                          | 19 апреля 1904                      | Пожар в центре города                                                                        | Начавшийся на фабрике одежды пожар уничтожил 104 здания. Погибших не было. |
| Сан-Франциско, США                                    | 18 апреля 1906                      | Неконтролируемый пожар, возникший после землетрясения                                        | Не менее 700 погибших. |
| Сызрань, Российская империя                           | 5 июля 1906                         | Большой пожар, уничтоживший 5500 домов. Без крыши над головой осталось более 30 000 жителей. | Не менее 1000 погибших. |
| Ново-Николаевск, Российская империя                   | 11 мая 1909                         | Новониколаевский пожар                                                                       | Причиной катастрофы послужило неосторожное обращение с огнём. Разрушено 794 зданий во время пожара. Спустя несколько дней после пожара в городе началась эпидемия тифа. |
| Бологое, Российская империя                           | 20 февраля 1911                     | Пожар в Бологовском кинематографе                                                            | 64 погибших, из них 43 детей. |
| Нью-Йорк, США                                         | 25 марта 1911                       | Пожар на фабрике «Трайангл»                                                                  | Крупнейшая производственная катастрофа города. Погибло 146 рабочих фабрики. |
| Барнаул, Российская империя                           | 15 мая 1917                         | Барнаульский пожар (1917)                                                                    | 34 погибших, разрушена центральная часть города — 60 кварталов и почти все строения. Без жилья осталось более трети (37 %) населения. |
| Галифакс, Канада                                      | 6 декабря 1917                      | Взрыв в Галифаксе                                                                            | 1963 погибших, около 2 тысяч пропавших без вести, северная часть города уничтожена. |
| Смирна, Греция                                        | 13 сентября 1922                    | Во время истребления греков и армян турецкие солдаты подожгли армянский квартал.             | Огонь сжёг весь город, кроме мусульманского и еврейского кварталов. В огне погибли сотни домов, 24 церкви, 28 школ, здания банков, консульств, больницы. Число погибших непосредственно от огня неизвестно. |
| Канто, Япония                                         | 1 сентября 1923                     | Пожар, последовавший за землетрясением                                                       | Катастрофические разрушения в Токио, Йокогаме, Йокосуке и ещё 8 городах; только в Токио сгорело 300 тыс. зданий и 360 мостов. |
| Берлин, Германия                                      | 27 февраля 1933                     | Поджог Рейхстага                                                                             | Сгорел Рейхстаг; эта провокация позволила нацистам ограничить гражданские свободы и начать гонения на коммунистов. |
| Курша-2, СССР                                         | 3 августа 1936                      | Сгоревший от лесного пожара поселок Курша-2.                                                 | 1200 погибших. |
| Роттердам, Нидерланды                                 | 14 мая 1940                         | Многочисленные пожары, возникшие после бомбардировки                                         | Погибло до 1000 человек. |
| Бостон, США                                           | 28 ноября 1942                      | Пожар в клубе «Кокосовая роща»                                                               | Погибло 490 человек. |
| Любек, Германия                                       | 28-29 марта 1942                    | Пожары вследствие бомбардировки                                                              | Погиб 301 человек, 3 пропали без вести, 783 ранено и более 15 000 остались без крова. |
| Сталинград, СССР                                      | 1942                                | Сталинградская битва, авианалёт люфтваффе                                                    | более 40000 погибших и 60000 раненых, разрушено больше половины города, пожар перерос в огненный шторм. |
| Гамбург, Германия                                     | 27-28 июля 1943                     | Операция Гоморра, авианалёт                                                                  | Ок. 35000 — 45000 погибших, разрушена центральная часть города. |
| Бомбей, Индия                                         | 14 апреля 1944                      | Взрыв парохода «Форт Стайкин»                                                                | 1376 погибших, 2408 раненых, разрушен порт и несколько городских кварталов. |
| Дрезден, Германия                                     | 13-15 февраля 1945                  | Авианалёт на Дрезден                                                                         | от 25000 до 40000 погибших (по некоторым оценкам — 135000), повреждена значительная часть города, исторический центр полностью разрушен. Пожар перерос в огненный шторм. |
| Токио, Япония                                         | 10 марта 1945                       | Бомбардировка Токио 10 марта 1945 года                                                       | От 80000 до 100000 погибших. Пожар перерос в огненный шторм. Самая разрушительная неядерная бомбардировка. |
| Хиросима, Нагасаки, Япония                            | 6 августа 1945                      | Атомные бомбардировки Хиросимы и Нагасаки                                                    | Возникшие в городе многочисленные небольшие пожары вскоре объединились в огненный смерч, захвативший свыше 11 км². Число погибших непосредственно от огня неизвестно. |
| Минск, СССР                                           | 3 января 1946                       | Пожар в Клубе НКГБ                                                                           | Официально — 27 погибших, неофициально — более сотни. |
| Техас-Сити, США                                       | 16 апреля 1947                      | Взрыв в Техас-Сити                                                                           | 1500 погибших, 3,5 тысячи раненых, уничтожено 2/3 города и 3/4 химической и нефтеперерабатывающей индустрии. |
| Красный Яр, СССР                                      | 1956                                | Пожар в клубе                                                                                | 36 человек погибли, из них 30 детей. |
| Эльбарусово, СССР                                     | 5 ноября 1961                       | Пожар в школе                                                                                | 110 человек погибли, из них 106 детей в возрасте от трех до 15 лет. |
| Игарка, СССР                                          | 27 июля 1962                        | Пожар на складе готовой продукции Игарского лесопильно-перевалочного комбината               | Уничтожено 159,2 тыс. м³ пиломатериалов, сгорели 65 жилых и административных зданий города. |
| Киров, СССР                                           | 25 мая 1968                         | Взрыв и пожар на стадионе «Трудовые резервы»                                                 | 29 погибли на месте, были ранены 88 человек, позднее в больницах скончались ещё шестеро. |
| Сен-Лоран-дю-Пон, Франция                             | 2 ноября 1970                       | Пожар в клубе «Полимерный рай»                                                               | Антураж клуба был выполнен в виде карстовой пещеры: на потолок и стены зала был напылен пенопласт. При пожаре погибло 145 человек. |
| Европейская часть СССР                                | Лето 1972                           | Лесные пожары                                                                                | В засушливое лето начались массовые лесные и торфяные пожары. Сгорело 19 деревень, погибли 104 человека. Огонь уничтожил около 700 тысяч гектаров леса. |
| Сан-Паулу, Бразилия                                   | 1 февраля 1974                      | Пожар в здании Joelma Building                                                               | Погибли 179 человек, около 300 получили увечья, около 40 человек погибли, выпрыгнув из окон горящего здания. |
| Москва, СССР                                          | 25 февраля 1977                     | Пожар в Гостинице «Россия»                                                                   | Погибли 42 человека. |
| Сан-Карлос-де-ла-Рапита, Испания                      | 11 июля 1978                        | Пожар возле кемпинга Лос-Альфакес                                                            | В результате взрыва автоцистерны со сжиженным газом 100 человек погибло на месте, 115 человек скончались позже от полученных ожогов. 67 человек получили ожоги различной степени тяжести. |
| Самарская обл., СССР                                  | 20 сентября 1980                    | Пожар в посёлке Машинистов                                                                   | В результате утечки из железнодорожной цистерны со сжиженным газом погиб 41 человек, и ещё около 200 получили ожоги и травмы различной степени тяжести. |
| Сан-Хуанико, Мексика                                  | 1984                                | Взрыв и пожар в хранилище сжиженных углеводородных газов                                     | Погибли от 500 до 600 человек, от 5000 до 6000 получили ожоги. |
| Брадфорд, Великобритания                              | 11 мая 1985                         | Пожар на стадионе в Брадфорде                                                                | В результате возгорания деревянных трибун стадиона погибли 56 человек. |
| Припять, СССР                                         | 26 апреля 1986                      | Пожар на Чернобыльской АЭС                                                                   | В тушении принимали участие 69 пожарных, 14 единиц техники. Большинство пожарных получили смертельную дозу радиации. |
| Херборн, ФРГ                                          | 1987                                | Авария бензовоза и крупный городской пожар                                                   | Погибли 40 человек. |
| Лондон, Великобритания                                | 18 ноября 1987                      | Пожар на станции «Кингс-Кросс Сент-Панкрас»                                                  | Погиб 31 человек. |
| Ленинград, СССР                                       | 14—15 февраля 1988                  | Пожар в Библиотеке Академии наук СССР                                                        | Погибших и пострадавших не было. В огне погибли все подшивки газет с 1922 по 1953 годы (1/3 всего газетного фонда), а также около 300 тысяч книг. В результате пожара и его тушения серьёзно пострадали 3,5 миллиона единиц хранения. |
| Шотландия, Великобритания                             | 6-7 июля 1988                       | Piper Alpha                                                                                  | Взрыв и пожар на нефтяной платформе привел к гибели 165 человек и полному разрушению платформы. |
| Лиссабон, Португалия                                  | 25 августа 1988                     | Пожар в районе Шиаду                                                                         | Пожар практически уничтожил культурно-исторический центр Лиссабона район Шиа́ду. |
| Иглинский район, Башкирская АССР, СССР                | 3 (4 по местному времени) июня 1989 | Катастрофа на железной дороге                                                                | В результате взрыва газовоздушной смеси вследствие утечки из газопровода при скрещении двух пассажирских поездов Железнодорожная катастрофа под Уфой погибли 575 человек (по другим данным 645), 181 из них — дети, ранены более 600. |
| Пролив Скагеррак, Норвегия                            | 7 апреля 1990                       | Пожар на пароме «Скандинавиан Стар»                                                          | Погибли 158 человек, более 320 получили повреждения различной степени тяжести. Паром стал непригоден к эксплуатации и был утилизирован. |
| Ленинград, СССР                                       | 23 февраля 1991                     | Пожар в гостинице «Ленинград»                                                                | Погибли 16 человек, в том числе 9 сотрудников пожарной охраны. |
| Сараево, Босния и Герцеговина                         | 25 августа 1992                     | Пожар в ратуше                                                                               | Во время осады Сараева находившаяся в здании библиотека была подожжена. Погиб 1 человек, большая часть из 1500 тысяч томов и более 155 тысяч редких книг и рукописей сгорели, около 700 рукописей и инкунабул, а также уникальная коллекция боснийских изданий культурного возрождения XIX века украдены. |
| Братск, Россия                                        | 19 июня 1992                        | Пожар в аэропорту                                                                            | По вине нетрезвого оператора произошло отсоединение заправочного шланга и возгорание керосина. В результате погиб 1 человек, сгорело 2 самолёта Ту-154. |
| Набережные Челны, Россия                              | 14 апреля 1993                      | Пожар на заводе двигателей КАМАЗ                                                             | Полностью были уничтожены производственный корпус и всё технологическое оборудование. |
| Карамай, Китай                                        | 8 декабря 1994                      | Пожар в Зале Дружбы округа Карамай во время детского представления                           | Погибли 323 человек, из них 288 — дети. |
| Харьяна, Индия                                        | 23 декабря 1995                     | Пожар в школе                                                                                | Погибли 360 человек. |
| Самара, Россия                                        | 10 февраля 1999                     | Пожар в здании ГУВД Самарской области                                                        | Погибли 57 сотрудников милиции. |
| Монблан, Франция                                      | 24 марта 1999                       | Пожар в Монбланском тоннеле                                                                  | Погибли 39 человек. |
| Пожары XXI века                                       |                                     |                                                                                              | |
| Москва, Россия                                        | 27 августа 2000                     | Электрическая неисправность на Останкинской телебашне                                        | 3 погибших (раздавлены разбившимся скоростным лифтом), 16 миллионов жителей Москвы и Подмосковья на три дня остались без[значимость факта?] телевидения. |
| Капрун, Австрия                                       | 11 ноября 2000                      | Катастрофа в посёлке Капрун                                                                  | Пожар на фуникулёре, погибло 155 человек. |
| Нью-Йорк, США                                         | 11 сентября 2001                    | Пожар в ВТЦ и Пентагоне                                                                      | 2977 человек погибли, около 6300 ранены. 3 здания ВТЦ и Церковь Святого Николая пали в ходе теракта, остальные здания ВТЦ и несколько других были снесены позднее. Несколько блоков Пентагона были разрушены и восстановлены. Буш объявил Афганистану войну. |
| Уэст-Уорик, Род-Айленд, США                           | 20 февраля 2003                     | Пожар в клубе «Station»                                                                      | В результате пожара погибли 100 человек, пострадали 230 человек. |
| Асунсьон, Парагвай                                    | 1 августа 2004                      | Пожар в супермаркете «Ycuá Bolaños»                                                          | В результате пожара погибли 396 человек и более 500 получили травмы. |
| Буэнос-Айрес, Аргентина                               | 20 декабря 2004                     | Пожар в ночном клубе «Республика Кроманьон»                                                  | 194 человека погибли и как минимум 1432 были ранены. Крупнейшая катастрофа в новейшей истории Аргентины. |
| Тайчжун, Тайвань                                      | 26 февраля 2005                     | Пожар в супермаркете Цзиньша (Золотой песок)                                                 | Языки пламени появились на уровне 18-го этажа. Через час огонь охватил верхние этажи 25-этажного здания. В огненной ловушке здания оказалось не менее 20 человек. Большая часть из них была эвакуирована с помощью вертолетов. Погибли 2 человека — охранник здания и один из пожарных. |
| Ухта, Россия                                          | 11 июля 2005                        | Пожар в торговом центре «Пассаж»                                                             | В результате пожара погибли 25 человек, пострадали 10 человек. |
| Владивосток, Россия                                   | 16 января 2006                      | Пожар Сбербанка во Владивостоке                                                              | 9 погибших, около 20 человек получили ранения. |
| Москва, Россия                                        | ночь с 9 на 10 мая 2009             | Взрыв газопровода на Озёрной улице в Москве                                                  | Высота пламени достигала 100 метров, в близлежащем кладбище горели деревья и плавились памятники, языки пламени были видны на расстоянии свыше 50 километров, пострадали 5 человек. |
| Пермь, Россия                                         | ночь с 4 на 5 декабря 2009          | Пожар в ночном клубе «Хромая лошадь»                                                         | На праздновании дня рождения клуба из-за неосторожного использования пиротехники произошло возгорание внутренней отделки помещения. Подавляющее большинство посетителей погибло в давке и от отравления продуктами горения. На данный момент[когда?] погибшими числятся 156 человек, около ста пострадали. Это самый крупный пожар в современной России по количеству жертв.                                     |
| Мексиканский залив, США                               | 20 апреля 2010                      | Взрыв нефтяной платформы Deepwater Horizon                                                   | Одна из крупнейших техногенных катастроф в мировой истории: в результате разлива нефти были загрязнены более 171 мили побережья Мексиканского залива. Более 57000 кв. миль площади залива закрыты для ведения рыболовной деятельности. Предположительно в воды залива попало 800 000 баррелей нефти. В результате пожара погибли 13 человек (двое из них при ликвидации последствий), ещё 17 человек пострадали. |
| Абадан, Туркменистан                                  | 7-8 июля 2011                       | Пожар на военном складе                                                                      | Пожар сопровождался взрывами боеприпасов. Погибло по разным данным от 15 до 1300 человек. Достоверных сведений практически нет. |
| Дакка, Бангладеш                                      | 24 ноября 2012                      | Пожар на швейной фабрике                                                                     | В результате пожара погибли 117 человек, ещё около 200 пострадали. |
| Одесса, Украина                                       | 2 мая 2014                          | Пожар в Доме профсоюзов                                                                      | Во время столкновений с противниками федерализации Украины сепаратисты забаррикадировались в здании Дома профсоюзов, которое затем было подожжено бутылками с зажигательной смесью. По официальным украинским данным, погибло 42 человека (в том числе 4 в больнице). |
| Москва, Россия                                        | 30 января 2015                      | Пожар в библиотеке института научной информации РАН                                          | Погибших и пострадавших не было, по предварительной оценке президента РАН Владимира Фортова в результате пожара утрачено 20 % библиотечных фондов; выявлены факты хищения с пожарища. |
| Казань, Россия                                        | 11 марта 2015                       | Пожар в торговом центре «Адмирал»                                                            | В результате пожара погибли 19 человек, ещё 70 пострадали. |
| Глеваха, Украина                                      | 8 июня 2015                         | Пожар на нефтебазе под Киевом                                                                | В результате пожара погибли 6 человек, ещё 15 пострадали. Сгорело несколько пожарных машин во время ликвидации пожара. За несколько дней выгорело порядка двух третей нефтепродуктов. |
| Бухарест, Румыния                                     | 30 октября 2015                     | Пожар в клубе Colectiv                                                                       | В результате пожара погибли 58 человек, ещё 160 пострадали. |
| Паравур, Индия                                        | 10 апреля 2016                      | Пожар в храме Путтингал                                                                      | В результате пожара погибли более 110 человек, ещё более 350 пострадали. Полностью уничтожен храм Путтингал. |
| Тегеран, Иран                                         | 19 января 2017                      | Пожар и обрушение торгового комплекса Пласко                                                 | В результате последовавшего за пожаром обрушения здания погибли более 20-ти пожарных, свыше 200 человек пострадали. |
| Лондон, Великобритания                                | 14 июня 2017                        | Пожар в здании Grenfell Tower                                                                | В результате пожара погиб 71 человек. |
| Ростов-на-Дону, Россия                                | 21 августа 2017                     | Пожар в Ростове-на-Дону                                                                      | В результате пожара погиб 1 человек и 650 пострадали. Причина пожара — поджог в центральной части города, уничтоживший около 120 строений. Виновные не установлены. |
| Кемерово, Россия                                      | 25 марта 2018                       | Пожар в ТРК «Зимняя вишня»                                                                   | Погибли 60 человек, в том числе 37 детей. |
| Сан-Паулу, Бразилия                                   | 1 мая 2018                          | Пожар в здании Wilton Paes de Almeida                                                        | Полностью обрушилось 24-этажное здание. |
| Рио-де-Жанейро, Бразилия                              | 2 сентября 2018                     | Пожар в Национальном музее Бразилии                                                          | Пожар охватил все три этажа здания Национального музея Бразилии. Люди не пострадали, но огонь уничтожил практически всю коллекцию музея, насчитывавшую до 20 млн экспонатов. |
| Калифорния, США                                       | июнь-ноябрь 2018                    | Калифорнийские пожары (2018)                                                                 | Возгорание леса в штате Калифорния. Погиб 101 человек, сгорело более 22,7 тысяч строений. |
| Париж, Франция                                        | 15 апреля 2019                      | Пожар в соборе Парижской Богоматери                                                          | Пламя полностью охватило собор. Шпиль, крыша и часы собора обрушились, интерьеры полностью сгорели. Люди не пострадали. |
| Москва, Россия                                        | 5 мая 2019                          | Возгорание самолета в аэропорту Шереметьево                                                  | В результате возгорания хвостовой части самолета погиб 41 человек. |
| Сибирь, Россия                                        | июль — сентябрь 2019                | Лесные пожары в Сибири                                                                       | Возгорание леса в нескольких регионах России (больше всего в Якутии, Красноярском крае и Иркутской области). В пожаре горит почти 2.8 млн гектар леса (28 000 км²), что почти в 5 раз больше, чем при возгорании леса в 2011 году. |
| Австралия                                             | октябрь 2019 — февраль 2020         | Лесные пожары в Австралии                                                                    | Было уничтожено более 5 млн гектаров леса, сгорело более 1000 домов, погибли 33 человека. |
| Мир                                                   | 2021                                | Лесные пожары в Калифорнии, в России, в Турции и в Греции                                    | По состоянию на 20 августа 2021 года в Калифорнии было зарегистрировано в общей сложности 6 630 пожаров, горело 1 470 637 акров (595146 га). А также впервые в истории человечества (как минимум с появления спутникового наблюдения) дым от лесных пожаров достиг Северного полюса. |

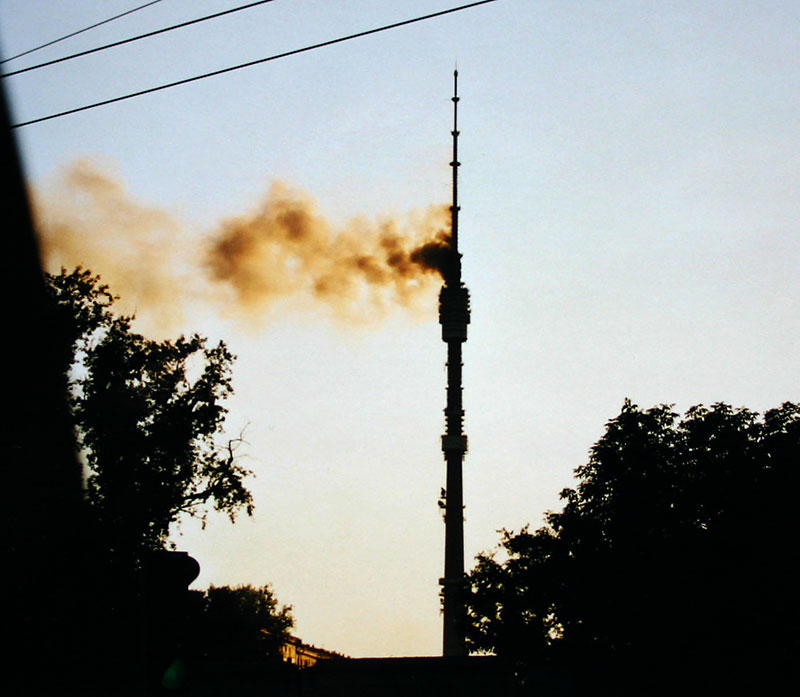
Пожар на Останкинской телебашне в августе 2000 года
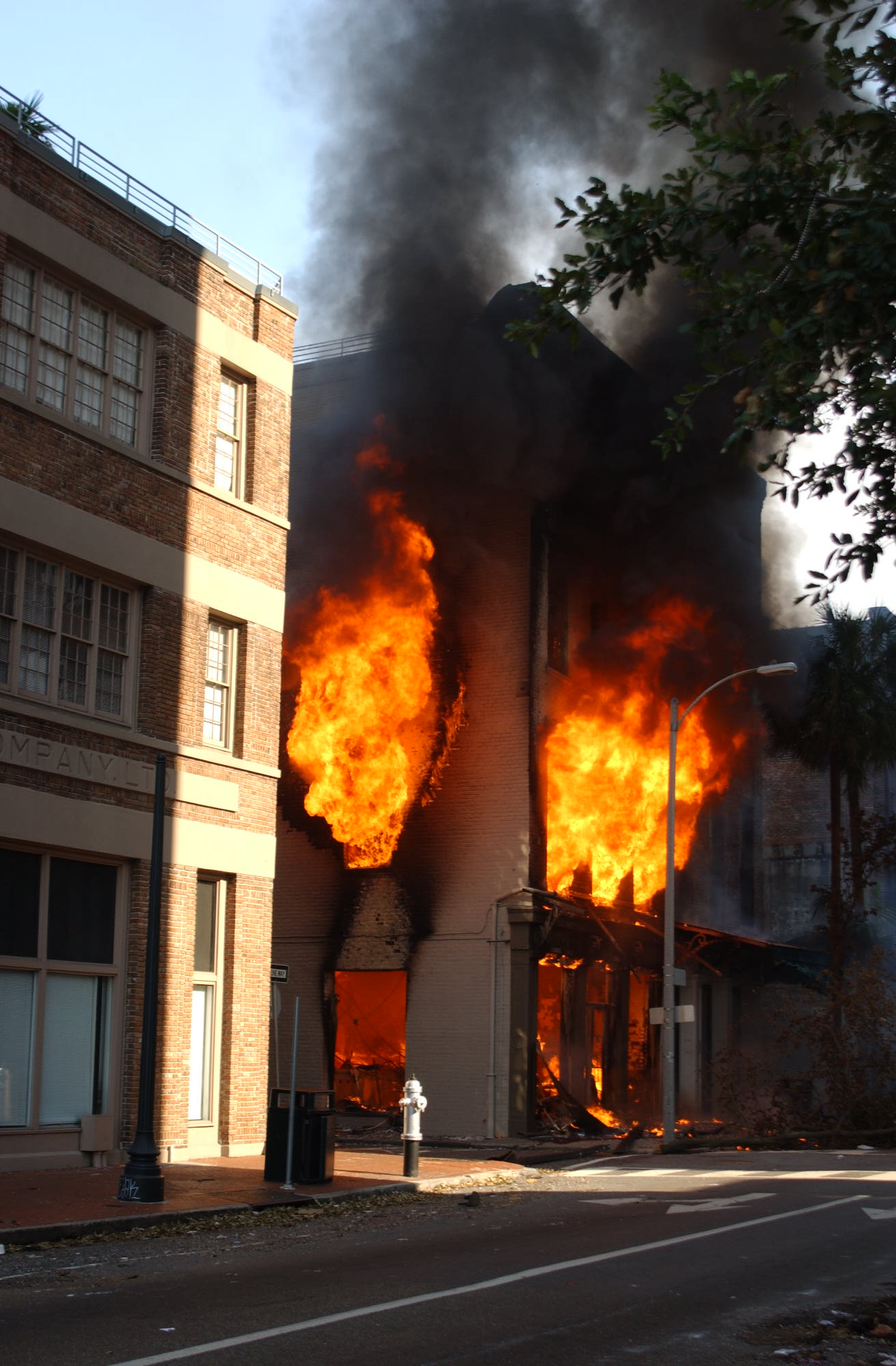
Пожар в Новом Орлеане после урагана Катрина